# Cohiba

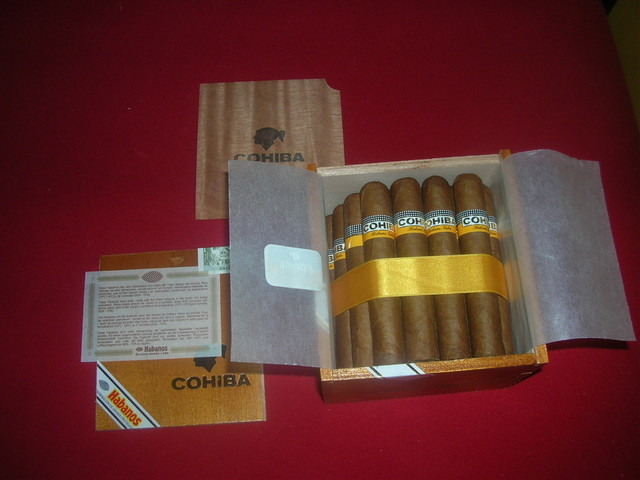
Caja de puros habanos Cohiba.

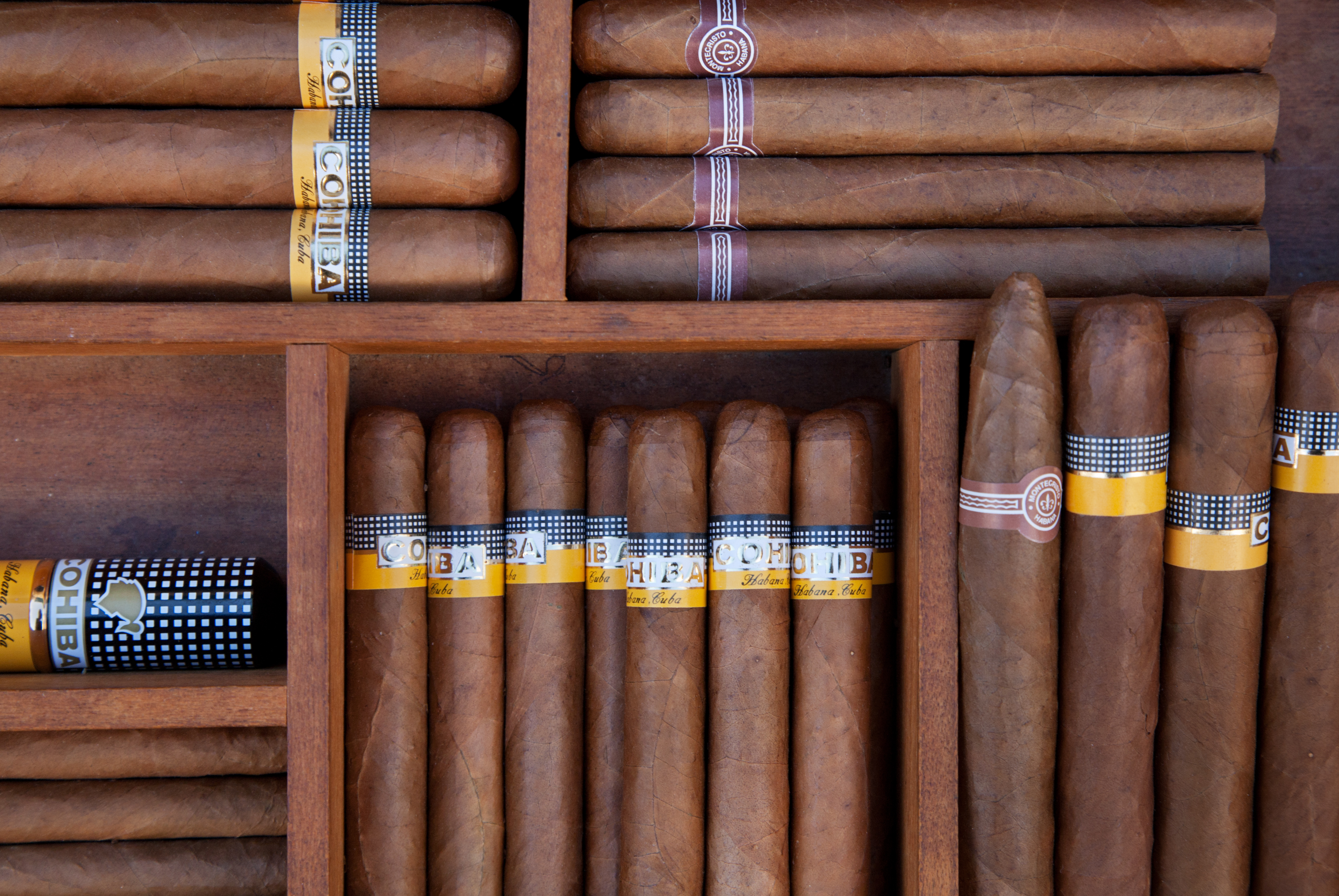
Cigarros Cohiba.

Cohiba es una marca de puros y cigarrillos cubanos de gran fama internacional. Algunos la sitúan como la mejor marca de puros habanos, y generalmente obtiene las puntuaciones máximas en las competiciones internacionales. Sus competidores más cercanos son Montecristo, Flor de Tabaco de Partagás, Hoyo de Monterrey, Vegas Robaina y Romeo y Julieta, entre otros.
La marca Cohiba se vende en todos los países con excepción de los Estados Unidos, donde su venta está prohibida por el embargo estadounidense (de ámbito comercial, económico y financiero) impuesto a Cuba en el pasado.
Una caja de cinco habanos promedio de Cohiba tiene un costo aproximado de US$100.

## Historia
La marca Cohiba nace en 1966, adquiriendo fama rápidamente a partir del registro de la marca en 1969. Su nombre es muy antiguo. En 1492 los primeros pobladores de la isla de Cuba conocían y empleaban la planta del tabaco y llamaban cohiba al rollo rústico de la solanácea que fumaban.
El tabaco destinado a la elaboración del Cohiba es muy especial. Crece a plenitud únicamente en ciertas vegas finas, escogidas en la zona de Vuelta Abajo, provincia de Pinar del Río.
La marca de fábrica estaba originalmente reservada para el uso diplomático solamente. En 1982, tres tipos de Cohiba fueron introducidos a los no-diplomáticos: los Lanceros, las coronas Especiales y las Panatelas o Panetelas. Tres nuevos formatos fueron agregados a los Cohiba en 1989: el Espléndidos, el Robustos y el Exquisitos. Estos últimos son conocidos como "La Línea Clásica". Vitales para Cohiba fueron los cinco agregados en 1992, creando así lo que se conoce como "Línea 1492" para conmemorar el quinto centenario del Descubrimiento de América. Estos fueron: siglo I, II, III, IV y V.

## La cohiba dominicana y las batallas legales
Con la nacionalización de la industria tabacalera, junto con otros negocios, después de la Revolución Cubana, muchos tabaqueros huyeron de la isla y comenzaron a cultivar tabaco a partir de semillas cubanas en República Dominicana y Honduras, llevándose consigo los nombres de las marcas de sus puros.
Debido a la precaria situación legal creada por el gobierno comunista de Cuba y al embargo estadounidense sobre todos los productos provenientes de Cuba, muchas marcas son utilizadas tanto por los cigarros (y rones) cubanos como por los no cubanos. Sin embargo, variedades de cigarros no cubanos como el Hoyo de Monterrey o Montecristo generalmente no pueden venderse con esos nombres en mercados distintos de los Estados Unidos, ya que esos mercados consideran que es Cuba quien posee los derechos de uso de estas marcas.
Para sortear esta situación, la mayoría de los fabricantes de cigarros no cubanos simplemente producen sus cigarros con nombres diferentes para los mercados relevantes y continúan utilizando los mismos nombres que las marcas cubanas para el mercado de los Estados Unidos. Sin embargo, ha habido un acalorado debate entre Habanos SA y otros fabricantes de cigarros sobre el uso de los nombres de marcas cubanas creadas después de la revolución en el mercado estadounidense. Cohiba es una de estas marcas.
En la década de 1990, la General Cigar Company, Inc., un fabricante de cigarros con sede en Estados Unidos, comenzó a vender un cigarro dominicano en Estados Unidos bajo el nombre de Cohiba.
General Cigar Company, Inc. registró la marca Cohiba en Estados Unidos en 1978 y afirma haber vendido cigarros bajo el nombre de Cohiba en cantidades limitadas en la década de 1980 hasta que fueron transformados en Cohiba "Red Dot", así llamados por el punto rojo en el centro de la O de Cohiba en sus anillas y cajas en 1997. Cubatabaco, la empresa estatal encargada del tabaco, copropietaria de Habanos SA junto con Altadis SA, inició rápidamente una larga campaña para anular la patente de General Cigars, una campaña legal marcada por varios giros. Esta batalla legal parecía haberse resuelto parcialmente el 19 de junio de 2006, cuando la Corte Suprema de los Estados Unidos rechazó la solicitud de Cubatabaco. Por lo tanto, la decisión de febrero de 2005 del segundo circuito de la Corte de Apelaciones de los Estados Unidos, que confirmó la posesión exclusiva de la marca registrada Cohiba en Estados Unidos por parte de General Cigars, parecía ser definitiva. Sin embargo, el gobierno de los Estados Unidos, en un documento de amicus curiae presentado ante la Corte Suprema federal, reconoció que Cubatabaco podría solicitar al gobierno estadounidense permiso para proteger judicialmente la marca ante la agencia federal de patentes y marcas. La Oficina de Patentes y Marcas de los Estados Unidos luego decidió: General Cigar sabía del origen cubano de la marca cuando registró la misma marca en marzo de 1978, lo que, según la Convención Interamericana para la Protección del Comercio y las Marcas, obliga a anular dicho registro de marca de 1978. Pero esta victoria de la empresa cubana sigue siendo simbólica por ahora: Cubatabaco no tiene la posibilidad de vender sus Cohiba en los Estados Unidos debido al embargo de los Estados Unidos contra Cuba en vigor desde 1962.

## Anécdotas
- En la canción de PNL, "León" en el estribillo el grupo alude a Cohiba
- En la película Hotel Ruanda, Paul Rusesabagina tiene una caja importada especialmente de Cuba para regalar a empresarios y diplomáticos. Él dice "Si doy a un hombre de negocios 10 000 francos, ¿qué significa eso para él? Es rico. Pero si le doy un Cohiba, que tenga estilo".
- En su canción Caramel, Booba hace referencia a los famosos puros "OG Kush, perfumo el cohiba, soy el número uno, el primero de la clase, así que no copio".[3]
- En el episodio 11 de Keen Eddie, Nathanial Johnson pide un " Torpedo Cohiba » del que él habla como el “ Los mejores, más raros y más caros cigarros. ". Este tamaño no existe en la producción oficial (excepto en las ediciones encuadernadas de la Pirámide) y es una falsificación común.
- Lil Wayne habla de la marca Cohiba en su canción Hustler Musik .
- En el vídeo musical Window Shopper de 50 Cent, camina por las calles de Mónaco y, cuando conoce a un hombre rico, le pide un cigarro. Luego saca un Cohiba de su bolsillo.
- En el álbum Power Of The Dollar de 50 Cent, dice en la canción Slow Dough " Los negros rotos fuman negros, los negros ricos fuman Cohibas ".
- Talib Kweli habla sobre Cohiba en su canción Rush .
- Los puros Cohiba se mencionan en la película Bad Boys 2 cuando el narcotraficante cubano Johnny Tapia le ofrece al dueño del club ruso Alexi un Cohiba antes de una reunión (puros cubanos).
- El álbum Solo de Les Claypool incluye una canción llamada Cohibas Esplenditos .
- El sheriff de la escena final de Psicosis tiene un Cohiba.
- En la canción Leather So Soft de Birdman y Lil Wayne, Birdman habla de fumar Cohibas.
- En el episodio piloto de Sex and the City, el Sr. Grande dice “ Cohibas es todo lo que fumo » cuando le ofrecen un cigarro.
- En la película Cypher, Cohiba es la marca de cigarrillos favorita del personaje principal Morgan Sullivan.
- Nessbeal menciona a los Cohiba en su canción Amnesia .
- Seth Gueko, en el estribillo de su canción titulada Totino la mafia, hace múltiples referencias a Cohiba.
- En La Verdad Si Miento ! El 3 de enero, Patrick Abitbol sospecha que el comisionado es corrupto cuando lo ve fumando un Cohiba Behike saliendo del juzgado.
- En Tony Sosa del disco D. Ud. contra , Booba se refiere a esta marca de puros ( 8 compás del primer verso).